# Karol Rybczyński
Karol Rybczyński (ur. 5 maja 1893 we Lwowie, zm. 3 września 1977 w Londynie) – polski kupiec, działacz społeczny związany ze Lwowem.

## Życiorys
Urodził się 5 maja 1893 we Lwowie. U kresu I wojny światowej w listopadzie 1918 uczestniczył w obronie Lwowa podczas wojny polsko-ukraińskiej. 
Zawodowo do końca lat 30. prowadził Polskę Składnicę Spożywczą przy ulicy Rutowskiego 10 we Lwowie. Pełnił funkcję wiceprezesa Stowarzyszenia Polskich Kupców i Przemysłowców. Był działaczem Stronnictwa Narodowego, prezesem Akcji Katolickiej przy parafii archikatedralnej we Lwowie. Pod koniec lat 30. jako kupiec był członkiem zarządu i szefem referatu zagadnień ekonomiczno-gospodarczych Katolickiego Stowarzyszenia Mężów we Lwowie. Był radnym Miasta Lwowa, wybrany w wyborach samorządowych 1939 uzyskał mandat z Listy Katolicko-Narodowej.
Podczas II wojny światowej był więziony przez sowietów. Po uwolnieniu należał do Koła Lwowian w Teheranie. Po wojnie pozostał na emigracji. Zmarł 3 września 1977 w Londynie.
Razem z żoną, Heleną (1892–1973), jest pochowany na Cmentarzu Gunnersbury

## Ordery i odznaczenia
- Krzyż Walecznych[2]
- Krzyż Obrony Lwowa[2]